# 漢翔航空工業
漢翔航空工業股份有限公司（簡稱漢翔航空、漢翔公司）是中華民國航空器製造商暨國防承包商，近年多角化經營投入機電系統整合、電動巴士等業務。前身為1946年成立的空軍航空工業局，1996年7月1日改組成經濟部國營事業委員會管轄的漢翔公司，2014年8月股票掛牌上市後改為民營企業。與國防部的國家中山科學研究院合作密切。

## 歷史

### 國家軍事單位時期
- 1939年7月，航空委員會成立航空研究院（今國家中山科學研究院航空研究所）於中國成都泡桐樹街2號。
- 1946年9月，「空軍航空工業局」在中國南京成立。
- 1949年3月17日，與航空研究院（1939年成都成立）一起遷至臺灣省臺中市（今中區公園路2號）[6]。11月1日，航空研究院縮編併入航空工業局，改為航空研究室。
- 1952年5月1日，航空工業局改組，下轄航空研究室及實驗工廠，原各製造廠則改隸空軍供應司令部。7月1日，航空研究室擴大整編為航空研究院，院址遷到台中公園附近（今文英館與國立臺灣體育運動大學區域）[7]。
- 1954年7月1日，改組整編為「空軍技術局」。11月，空軍第三飛機製造廠於西屯區水湳機場改組整編為空軍第二後勤供應區部（簡稱二區部）[8]。
- 1969年3月，空軍技術局改制為「空軍航空工業發展中心」（簡稱航發中心），隸屬空軍總司令部，航發中心遷址至西屯今址，並增設介壽一廠（飛機製造廠）。10月14日，航空研究院遷回公園路2號營區（原技術局局址）。
- 1972年，成立介壽二廠（岡山廠區發動機製造廠）。
- 1974年8月，航空研究院遷入西屯航發中心廠區。
- 1980年，成立介壽三廠（沙鹿廠區航電製造廠）。
- 1981年美國與中華民國斷交後的5月，奉令核准研發新型戰機，並與蓋瑞公司（Garrett）合作發展TFE-1042發動機（ITEC F124）。

### 國家軍事研發機構時期
- 1983年1月，空軍航空工業發展中心改隸國防部中山科學研究院，更名為「中山科學研究院航空工業發展中心」，航空研究院改組為第五研究所。
- 1988年12月1日，IDF戰機製造完成出廠，時任中華民國總統李登輝命名為「經國號」，後量產陸續移交空軍服役。
- 1992年10月，行政院同意國防部將航空工業發展中心改制為國營事業機構。
- 1995年5月16日，立法院三讀通過《漢翔航空工業股份有限公司設置條例》。

### 公有民營企業時期
- 1996年7月1日，改組為國有民營事業「漢翔航空工業股份有限公司」，隸屬於經濟部國營事業委員會，首任董事長為蔡春輝上將。8月14日，行政院發布命令：自1995年11月9日起施行《漢翔航空工業股份有限公司設置條例》。
- 1997年向美國增購的第2批13架OH-58D，由漢翔公司負責組裝，第1架於1999年11月9日出廠，2002年全部運交完畢[9]。
- 2006年10月9日，代號「翔昇戰機」的IDF經國號性能提昇型戰機，完成首次升空展示飛行
- 2007年3月，IDF經國號性能提昇型戰機由時任總統陳水扁命名為「雄鷹戰機」。
- 2012年，於臺中清泉崗機場旁成立「台灣先進複材中心」。
- 2014年1月21日，與國立彰化師範大學簽署策略聯盟產學合作協議。4月送件申請股票上市[10]，8月21日，改制為民營公司。8月25日，於臺灣證券交易所股票上市[1]。10月，臨時董事會將董事席次由15位改為11位[4]。
- 2016年，F-16 A/B Block 20戰機升級為F-16V戰機除了前2架F-16 A/B戰機升級工程在美國實施外，空軍其他142架F-16 A/B戰機的改裝升級工程，都會在漢翔航空工業進行改裝升級，在2023年完成作業[11]。
- 2017年2月7日，配合總統蔡英文宣佈之「國機國造」政策，中華民國空軍與國家中山科學研究院和漢翔公司簽約，決定生產66架新式高級教練機T-5教練機[12]。
- 2018年6月1日，中華民國自製新式高級教練機正式組裝開架，進入實體製造的階段。[13][14]
- 2019年9月24日，總統蔡英文將新式高級教練機命名為「勇鷹」（Brave Eagle）。[15]
- 2020年6月21日，T-5勇鷹高教機原型機在空軍清泉崗基地舉行試飛。[16]
- 2021年8月27日，唐榮車輛結合漢翔公司、亞力電機、大同公司、台灣雙日、台灣電綜、漢鐘精機、台灣精星、台灣松下及為升電裝組成的臺灣電動商用車CTP聯盟（Commercial Taiwan Partnership）順利開發「漢唐1號」電動巴士新車型，預計年底11月底實車發表，隔年量產銷售至美日等國家。[17]9月，漢翔承製勞斯萊斯的Pearl 700 Advance 2發動機零組件，已應用於灣流商務機G700並完成試飛，預計2022年將增產該發動機零組件。[18]
- 2021年11月29日，首架量產型「勇鷹」高教機正式交付空軍，當天將由清泉崗基地起飛，並由空軍第三聯隊的經國號伴飛，飛抵台東志航空軍基地，在志航基地簽署交機文件，並交付七聯隊換裝訓練[19][20]。
- 2023年12月19日，隨著最後一架戰機完成改裝，所有F-16 Block 20均已升級至F-16V標準[21]。

## 概況
漢翔總部位於臺中市西屯區逢甲商圈，另外在臺中市沙鹿區與高雄市岡山區設有工廠，場區總面積達115公頃。目前是中華民國唯一的大型飛機製造公司。
漢翔多年來除與國外廠家如貝爾直升機公司、諾斯洛普、蓋瑞特(Garrett)合作生產UH-1H直昇機118架、F-5E/F噴射戰機308架以及T-53發動機154具、TFE-73l發動機150具，並製造介壽號58架、中興號52架及AT-3自強號高級教練/輕攻擊機62架等各型教練機。1981年5月與蓋瑞特合作開發F125發動機（ITEC F124）。1988年底完成F-CK-1戰鬥機，成為漢翔最著名的產品，是目前中華民國空軍的二代主力戰機之一，還有經國號中期壽限性能提升的雄鷹號。另外作為中華民國空軍軍官學校高級教練機的AT-3自強號高級教練/輕攻擊機以及PL-1介壽號教練機等漢翔早期產品，均為中華民國國防工業自主發展的重要象徵。
目前漢翔與國外廠商積極接洽發展下一代戰機與高級教練機，例如美軍F-16V升級相關業務等等，在蔡英文政府期間主打軍火自產政見，國產T-5教練機開發於2017年拍板定案，並曾接受臺灣鐵路管理局委託收集路線資料用作模擬駕駛機。

## 著名產品
- PL-1介壽號初級教練機
- T-CH-1中興號教練機
- XC-2運輸機
- AT-3教練機
- F-CK-1經國號戰鬥機
- T-BE5A勇鷹高級教練機
- F-5E/F虎Ⅱ式戰鬥機
- UH-1H通用直升機
- OH-58D 奇奧瓦戰士偵察直升機
- S-92直升機駕駛座艙段(Cockpit)之研發、設計、測試及製造等[23]

## 歷任首長
董事長
| 任別                       | 姓名               | 圖像               | 就職時間           | 卸任時間           | 備註                                                                       |
| 空軍航空工業局局長         | 空軍航空工業局局長 | 空軍航空工業局局長 | 空軍航空工業局局長 | 空軍航空工業局局長 | 空軍航空工業局局長                                                         |
| -------------------------- | ------------------ | ------------------ | ------------------ | ------------------ | -------------------------------------------------------------------------- |
|                            | 朱霖               |                    | 1946年9月          | 1949年             | 美國麻省理工學院航空工程碩士                                               |
| 空軍航空技術局局長         |                    |                    |                    |                    |                                                                            |
|                            | 朱霖               |                    | 1949年             | 1952年10月         |                                                                            |
|                            | 顧光復             |                    | 1963年7月1日       | 1969年3月1日       | 美國麻省理工學院航空工程碩士                                               |
| 空軍航空工業發展中心主任   |                    |                    |                    |                    |                                                                            |
|                            | 顧光復             |                    | 1969年3月1日       | 1969年6月21日      | 代理                                                                       |
|                            | 李永炤             |                    | 1969年6月21日      | 1982年11月         | 空軍機械學校高級班2期、美國密西根大學機械工程研究所                        |
|                            | 華錫鈞             |                    | 1982年11月         | 1983年1月          | 空軍官校26期、美國普渡大學航太工程博士                                     |
| 中科院航空工業發展中心主任 |                    |                    |                    |                    |                                                                            |
|                            | 華錫鈞             |                    | 1983年1月          | 1993年7月1日       | 戰略顧問兼任                                                               |
|                            | 林文禮             |                    | 1993年7月1日       | 1996年5月31日      | 空軍官校29期、戰略顧問兼任                                                 |
|                            | 蔡春輝             |                    | 1996年6月1日       | 1996年7月1日       | 空軍官校39期、副參謀總長兼任                                               |
| 漢翔航空工業公司董事長     |                    |                    |                    |                    |                                                                            |
| 1                          | 蔡春輝             |                    | 1996年7月1日       | ？                 | 曾任參謀本部二級上將副參謀總長                                             |
| 2                          | 黃榮德             |                    | ？                 | 2003年8月          | 空軍官校46期；曾任空軍司令部中將副總司令                                   |
| 3                          | 孫韜玉             |                    | 2004年2月          | 2006年             | 陸軍官校37期；陸軍出身，曾任國防部軍備局中將局長                           |
| 4                          | 馮世寬             |                    | 2006年             | 2008年10月         | 空軍官校48期；曾任參謀本部二級上將副參謀總長、國防部部長、退輔會主委       |
| 5                          | 邢有光             |                    | 2008年10月         | 2011年8月1日       | 美國科羅拉多州立大學航空工程博士                                           |
| 6                          | 劉介岑             |                    | 2011年8月1日       | 2015年3月2日       | 空軍官校56期；曾任空軍作戰指揮部中將指揮官                                 |
| 7                          | 廖榮鑫             |                    | 2015年3月2日       | 2019年3月18日      | 空軍官校59期；曾任參謀本部二級上將副參謀總長兼執行官                       |
| 8                          | 胡開宏             |                    | 2019年3月18日      | 現任               | 空軍官校62期；曾任參謀本部中將副參謀總長、空軍副司令、國防部總督察長等職務 |

總經理
| 任別                   | 姓名                   | 圖像                   | 就職時間               | 卸任時間               | 備註                                                                       |
| 漢翔航空工業公司總經理 | 漢翔航空工業公司總經理 | 漢翔航空工業公司總經理 | 漢翔航空工業公司總經理 | 漢翔航空工業公司總經理 | 漢翔航空工業公司總經理                                                     |
| ---------------------- | ---------------------- | ---------------------- | ---------------------- | ---------------------- | -------------------------------------------------------------------------- |
|                        | 胡瑾                   |                        | 1997年                 | ？                     | 美國辛辛那提大學電子研究所碩士與博士；曾任國家中山科學研究院、航發中心主管 |
|                        | 夏友夷                 |                        | 2008年10月28日         | 2017年                 | 副總經理升任                                                               |
|                        | 林南助                 |                        | 2017年                 | 2019年3月18日          | 淡江大學航空學系；原為副總經理代理，後正式接任                             |
|                        | 馬萬鈞                 |                        | 2019年3月18日          | 2025年6月30日          | 國立清華大學動力機械工程系博士；曾任國家中山科學研究院副院長               |
|                        | 曹進平                 |                        | 2025年7月1日           | 現任                   | 空軍官校76年班；曾任空軍中將副司令                                         |

## 組織

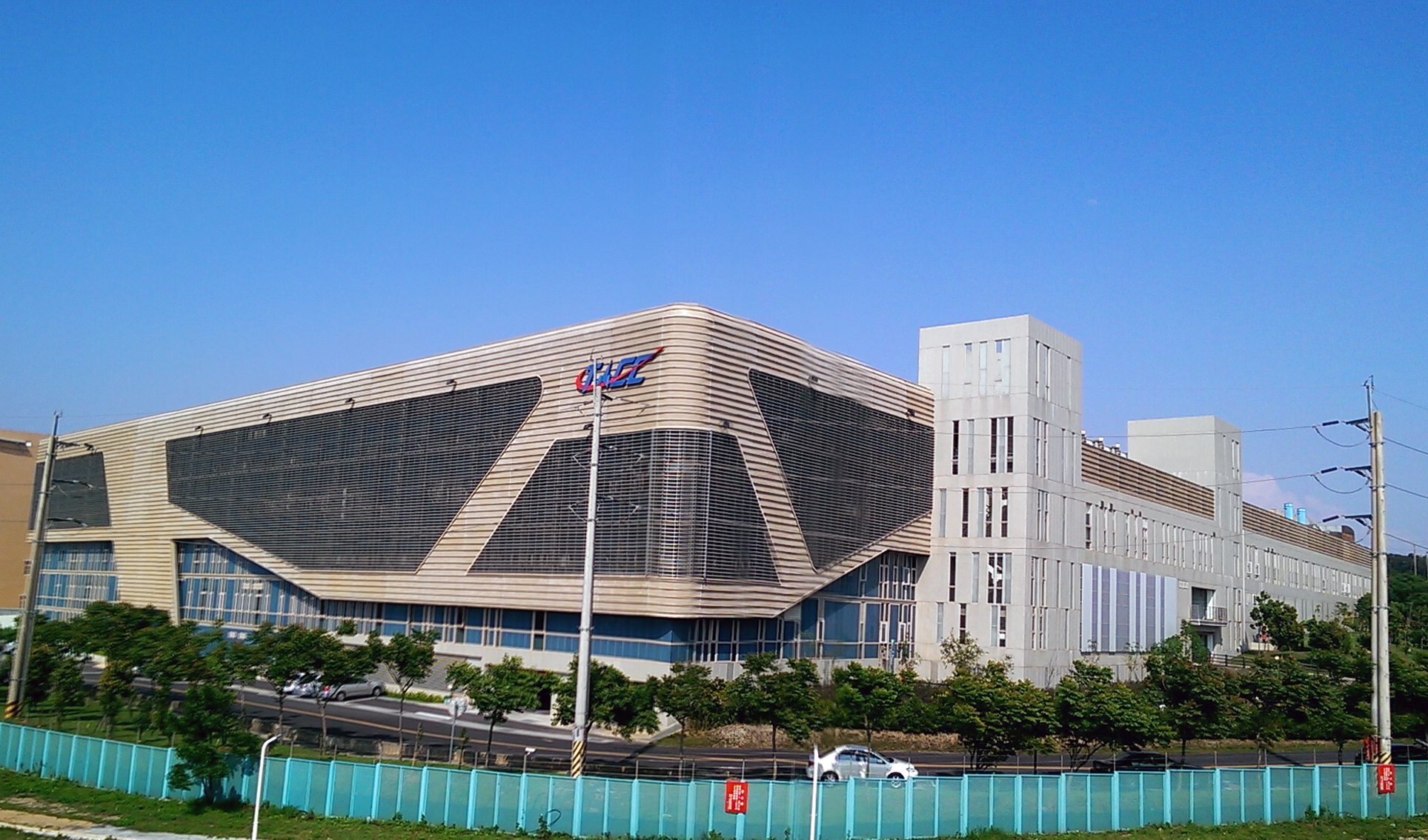
設於臺中航空站旁的台灣先進複材中心

- 董事會（10人，含獨立董事2人）
  - 董事長（經濟部法人代表）
    - 總經理
      - 副總經理（5人）

### 部門
- 直屬董事長：董事長室、稽核室、安全維護處
- 直屬總經理：經管法務處、創新研發中心
- 國防業務（副總經理1）：軍用業務處、維修航電事業處、飛航事業處、國有民營事業處
- 民用業務（副總經理2）：民用業務處、民用飛機專案處、科技服務處、工安環保處
- 生產業務（副總經理3）：發動機事業處、生產處
- 工程（副總經理4）：工程研發處、品質保證處、物料處、資訊處
- 行政管理（副總經理5）：財務處、人力資源處、總務處、投資處

### 廠區
- 臺中廠區（總部）：位於臺中水湳經貿生態園區旁的逢甲大學鄰近地區，負責研發測試、飛機零件及零組件製造、航電零組件製造與測試。
- 沙鹿廠區：位於清泉崗空軍基地內，負責飛機裝配與地面測試、飛行測試與服務、航電與飛控工程，附近設有「台灣先進複材中心」與「漢翔航太研習園區」。
- 岡山廠區：位於高雄阿公店水庫山腳下，負責航空發動機零件製造、航空發動機組裝與測試。

## 外部連結
- 漢翔航空工業股份有限公司 （页面存档备份，存于）
- 漢翔航空工業的Facebook專頁
- YouTube上的漢翔航空工業頻道